# Branko

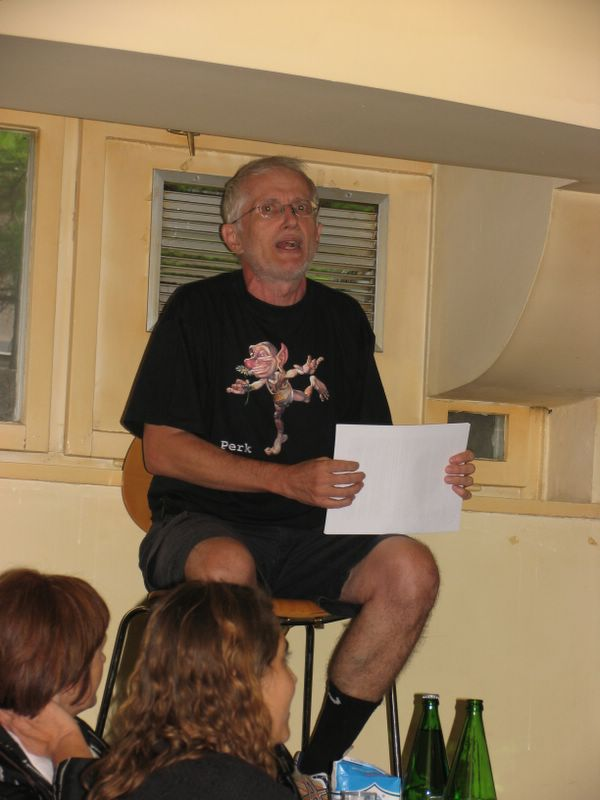
Branko Gradišnik, traducteur et écrivain slovène

Branko est un prénom serbe de genre masculin. C'est le diminutif de Branislav ou Branimir.

## Personnalités portant le prénom Branko
- Pour l'ensemble des articles sur les personnes portant ce prénom, consulter :
  - la liste des articles dont le titre commence par ce prénom
  - les listes produites par Wikidata : Liste des personnes de prénom « Branko » — même liste en incluant les éventuels prénoms composés qui contiennent « Branko ».

## Patronyme
Branko est un nom de famille  notamment porté par :

- Pavel Branko (1921-), critique de cinéma, théoricien du cinéma, traducteur et auteur d'essais slovaque.